# Priscus (gladiateur)
Pour les articles homonymes, voir Priscus.
Priscus est un gladiateur et esclave ayant vécu au Ier siècle, connu par l'auteur Martial dans l'un de ses poèmes.

## Biographie
Priscus et son adversaire, et amant, Verus sont connus pour s'être opposés dans l'amphithéâtre flavien (Colisée), lors des célébrations de l'inauguration de l'édifice en 80 ap. J.-C., devant l'empereur Titus, dans un duel interminable sans qu'aucun des deux ne capitule. Le combat ne pouvant se solder par un ex æquo (stantes missi), et sur l'insistance des spectateurs, l'empereur les déclara tous deux vainqueurs, ce qui est unique dans l'histoire de la gladiature.
L'empereur fit donner à chacun la palme du vainqueur et la rudis, la baguette en bois qui symbolise la liberatio, c'est-à-dire la libération définitive de l'obligation de combattre d'un gladiateur.

## Postérité
L'histoire de Verus a inspiré un documentaire-fiction britannique de Tilman Remme intitulé Gladiateurs (2004) et coproduit par BBC, Discovery Channel, RTL et France 2.